# Shergarh
Shergarh là một thị xã và là một nagar panchayat của quận Bareilly thuộc bang Uttar Pradesh, Ấn Độ.

## Địa lý
Shergarh có vị trí 27°48′B 77°37′Đ / 27,8°B 77,62°Đ Nó có độ cao trung bình là 174 mét (570 feet).

## Nhân khẩu
Theo điều tra dân số năm 2001 của Ấn Độ, Shergarh có dân số 12.651 người. Phái nam chiếm 53% tổng số dân và phái nữ chiếm 47%. Shergarh có tỷ lệ 22% biết đọc biết viết, thấp hơn tỷ lệ trung bình toàn quốc là 59,5%: tỷ lệ cho phái nam là 30%, và tỷ lệ cho phái nữ là 14%. Tại Shergarh, 22% dân số nhỏ hơn 6 tuổi.